# Robert Cailliau
Robert Cailliau (Tongeren, 26 januari 1947) is een Belgische informaticus en samen met Tim Berners-Lee een van de uitvinders en grondleggers van het wereldwijde web.

## Biografie
Cailliau verhuisde in 1958 met zijn ouders naar Antwerpen. Na de middelbare school studeerde hij in 1969 af aan de Rijksuniversiteit Gent als burgerlijk ingenieur in werktuigkunde en elektrotechniek. In 1971 behaalde hij ook een MSc van de University of Michigan in Computer, Informatie en Control Engineering 1971.
Tijdens zijn militaire dienst in het Belgische leger schreef hij al Fortran-programma's om troepenbewegingen te simuleren.
In december 1974 begon hij te werken bij CERN in de Proton Synchrotron (PS) afdeling, aan het controlesysteem van de versneller. In april 1987 verliet hij de PS-afdeling om groepsleider te worden van Office Computing Systems in de Data Handling division. In 1989 werkten Cailliau en Tim Berners-Lee beiden aan een hypertext-systeem om documenten van en gerelateerd aan CERN op te vragen, te wijzigen en terug te sturen. Samen besloten ze om zich volledig te concentreren op Tims project. Robert nam het management op zich. Hij moest de beste krachten naar Genève halen.
In 1993 begon Cailliau in samenwerking met de Fraunhofer-Gesellschaft het eerste webproject van de Europese Commissie voor informatieverspreiding in Europa. In december 1993 organiseerde hij de eerste International WWW Conference, die in mei 1994 bij CERN werd gehouden. Deze conferentie bracht 380 internetpioneers bij elkaar en wordt nog elk jaar georganiseerd. Een mijlpaal in de ontwikkeling van het internet. Cailliau was tot 2002 lid van het Comité.
Samen met de Europese Commissie startte hij in 1995 ook het "Web for Schools"-project. Dit project werd ontwikkeld om het web te introduceren als bron voor opvoeding en onderwijs. Na te hebben bijgedragen aan het overbrengen van de web-ontwikkeling van CERN naar het W3C, besteedde hij zijn tijd aan communicatie. Hij verliet CERN in januari 2007.
Cailliau was lid van de Newropeans.

## Prijzen

WWW's oorspronkelijke logo ontworpen door Robert Cailliau

- 1995: ACM Software System Award (met Tim Berners-Lee)
- 1995: Christoffel Plantin Prijs, Antwerpen
- 1999: Eredoctoraat Southern Cross University, 1999
- 2000: Eredoctoraat Universiteit Gent
- 2001: Médaille Genève Reconnaissante (met Tim Berners-Lee)
- 2004: Commandeur in de Leopoldsorde
- 2006: Ereburger van Tongeren en Markante Tongenaar
- 2008: Gouden medaille van de Koninklijke Vlaamse academie van België voor Wetenschappen en Kunsten
- 2009: Eredoctoraat Universiteit Luik (met Tim Berners-Lee)
- 2012: Opname door de Internet Society in de Internet Hall of Fame
- 2014: Holst Medal, Technische Universiteit Eindhoven

## Werken
- How the Web Was Born: The Story of the World Wide Web, James Gillies, Robert Cailliau (Oxford Paperbacks, 2000) ISBN 0192862073